# Енноре – Мадурай – Тутукуді
Енноре – Мадурай – Тутукуді – газопровід на півдні Індії у штаті Тамілнад, головний елемент системи ETBPNMTPL (Ennore Thiruvallur Bangalore Puducherry Nagapattinam Madurai Turicorin Pipeline), що призначена для видачі регазифікованої продукції з терміналу ЗПГ Енноре.
Довжина траси від Енноре до Тутукуді має скласти 681 км, при цьому для першої ділянки до Ченгалпатту завдовжки 117 км обрали діаметр труб 750 мм, далі 384 км до Мадурай мають бути виконані в діаметрі 600 мм, а завершальний відтинок від Мадурай до Тутукуді буде споруджений з труб діаметром 181 км.
Першою стала до ладу в 2021 році ділянка Енноре – Ченгалпатту, що дозволило одночасно ввести в дію трубопровід Тіруваллар – Бангалуру. Станом на літо 2023-го були повністю готові ще біля дев’яноста кілометрів траси, а на інших ділянках досягнули механічного завершення.
Окрім зазначеного вище відгалуження до Бенгалуру, від Енноре – Тутукуді живитимуться газопроводи Асанур – Карайкал та Тіруччираппаллі – Нагапаттінам.
В районі Тутукуді великим споживачем природного газу є комплекс з виробництва добрив Southern Petrochemical Industries Corporation (SPIC), який з 2021-го вже отримує ресурс місцевих родовищ по трубопроводу Раманатапурам – Тутукуді.
Можливо відзначити, що термінал в Енноре став до ладу ще в 2019 році і до повного завершення проекту Енноре – Тутукуді не зможе вийти на проєктну потужність.